# Jorge Sampaio
Jorge Fernando Branco de Sampaio GColTE • GColIH • GColL (Lisboa, São Sebastião da Pedreira, 18 de setembro de 1939 – Oeiras, Carnaxide e Queijas, 10 de setembro de 2021) foi um político português que exerceu o cargo de presidente da República Portuguesa, entre 9 de março de 1996 e 9 de março de 2006.

## Infância e juventude
Filho do médico Arnaldo Sampaio e de Fernanda Bensaúde Branco (filha de Fernando Branco, antigo Ministro dos Negócios Estrangeiros e da Marinha da Ditadura Nacional (1928–1933), e de sua esposa, Sara Bensliman Bensaúde, esta, por sua vez, sobrinha-neta do industrial de tabacos José Bensaúde, de ascendência judaica). Nasceu na maternidade fundada pelo seu tio-avô, Abraão Bensaúde, na Rua da Beneficência, em Lisboa. Era sobrinho do escultor António Duarte e irmão do psiquiatra Daniel Sampaio.
Viveu com a família em Sintra até aos quatro anos. Em 1944, passa a viver em casa da avó, Sara Bensaúde, e entra para o jardim-escola Queen Elizabeth's Kindergarten & Junior School, na zona de São Bento, em Lisboa, onde teve como professora a atriz Mariana Rey Monteiro. Por imperativo da carreira do pai, que recebe uma bolsa para estudar saúde pública na Universidade Johns Hopkins, muda-se com a família para Baltimore, nos Estados Unidos, em 1947. Frequentou, durante um ano, a escola pública americana e o Instituto Peabody, onde fez estudos musicais. Inscreveu-se na YMCA, onde praticou desporto.
Em 1949, depois de chumbar no exame de admissão ao Colégio Militar, entra para o Liceu Pedro Nunes, em Lisboa. Em 1952, passa férias em Londres, onde o pai fazia investigação científica, assistindo a um debate na Câmara dos Comuns, experiência que o marcou muito. Em 1953, transfere-se para o Liceu Passos Manuel, também em Lisboa, onde teve como professores José Hermano Saraiva e Joel Serrão e onde conclui os estudos secundários. Em 1956, é admitido na Faculdade de Direito da Universidade de Lisboa, onde se licenciou em 1961. O seu nome encontra-se na lista de colaboradores da publicação académica Quadrante (1958–1962), publicada pela AAFDL.

## Carreira profissional
Após concluir a licenciatura em Direito, inscreve-se na Ordem dos Advogados e inicia a sua carreira profissional como advogado estagiário, no escritório de José Olímpio, terminando o estágio em 1963. Torna-se um advogado especializado em matérias de propriedade industrial, conseguindo vários clientes nacionais e internacionais, daí auferindo rendimentos com vista ao seu sustento. A advocacia levou-o a envolver-se, pro bono, na defesa de presos políticos, sendo convidado por Mário Soares para defender um dos arguidos do caso da Revolta de Beja contra o Estado Novo. Em 1965, vive nos Estados Unidos durante cerca de quatro meses, no âmbito de uma bolsa do Foreign Leader Program, assistindo aos discursos de Edward e Robert Kennedy, que exercem sobre si grande influência, no Senado, em Washington, D.C.
Com Júlio Castro Caldas, juntou-se, em 1977, à sociedade de advogados formada na década de 1970 por José Vera Jardim, Jorge Santos e José Macedo e Cunha, dando origem à Jardim, Sampaio, Caldas e Associados, a qual adota, atualmente, a denominação de Jardim, Sampaio, Magalhães e Silva & Associados. Também desempenhou funções diretivas na Ordem dos Advogados.

## Carreira política

### Antes do 25 de Abril de 1974
Iniciou a sua carreira política na altura em que era estudante na Faculdade de Direito da Universidade de Lisboa. Envolvido na contestação ao regime salazarista, apoiou a candidatura de Humberto Delgado à Presidência da República, embora não pudesse ainda votar, e foi presidente da Associação Académica da Faculdade de Direito da Universidade de Lisboa, em 1959–1960 e em 1960–1961, e secretário-geral da Reunião Inter-Associações Académicas (RIA), em 1961–1962. Foi, nessa qualidade, um dos protagonistas da crise académica do princípio dos anos 1960 — início de um longo e generalizado movimento de contestação estudantil, surgido da proibição pelo governo das comemorações do Dia do Estudante (24 de março de 1962), e que teve o seu auge na Universidade de Lisboa, em 1962, e na Universidade de Coimbra, em 1969. Nesse processo, esteve preso três dias na sequência de uma greve de fome na cantina da Universidade de Lisboa.
No contexto das lutas académicas, cria, em 1962, com João Cravinho e outros, o MAR — Movimento de Ação Revolucionária, de esquerda radical, onde também chega a participar Vasco Pulido Valente. Em julho desse ano, a PIDE fez buscas na sua casa, em Sintra, tendo sido interrogado em setembro de 1962. A seguir, vai aproximar-se dos católicos progressistas — colabora em O Tempo e o Modo, de António Alçada Baptista e João Bénard da Costa; o mesmo sucede com Vasco Pulido Valente. Antes, publicara artigos na Seara Nova, conotada com a esquerda republicana oposicionista.
Em agosto de 1968, no mesmo mês em que António de Oliveira Salazar sofre uma queda de uma cadeira, conhece Álvaro Cunhal numa viagem a Paris, embora recuse aderir ao Partido Comunista Português (PCP) por se opor à invasão da Checoslováquia. Prosseguindo a sua ação como opositor à ditadura, candidatou-se, nas eleições legislativas de 1969, à Assembleia Nacional, integrando as listas da Comissão Democrática Eleitoral (CDE), que em Lisboa se opunha à CEUD (esta liderada por Mário Soares e com incorporação da Comissão Eleitoral Monárquica).
De resto, desenvolveu uma constante atividade política e intelectual, participando nos movimentos de resistência à ditadura e propugnando ao mesmo tempo uma alternativa democrática de matriz socialista, aberta aos novos horizontes do pensamento político europeu.

### Pós-25 de Abril
Após o golpe de 25 de Abril de 1974, negociou a libertação dos presos políticos em Caxias, lançando também o slogan 25 de Abril sempre. Em maio de 1974, foi fundador do Movimento de Esquerda Socialista (MES). Consta que antes fora sondado para a fundação do Partido Socialista (PS), mas recusara. Apesar do seu papel na fundação do MES, abandonou o projeto logo no primeiro congresso do partido, em dezembro de 1974, alegando discordância de fundo com a orientação ideológica marxista-leninista aí definida.
Em 28 de setembro de 1974, está nas barricadas à volta de Lisboa, destinadas a impedir a chegada da população à manifestação de apoio ao general António de Spínola, mais conhecida como a manifestação da maioria silenciosa. Em março de 1975, sendo ministro dos Negócios Estrangeiros Melo Antunes, é nomeado secretário de Estado da Cooperação Externa do IV Governo Provisório, o terceiro e penúltimo de Vasco Gonçalves, que durou até julho de 1975. Participou, nessa qualidade, nas negociações para a independência de Moçambique. Optou por não integrar os governos provisórios seguintes devido à sua proximidade com Ernesto Melo Antunes, sendo uma espécie de agente de ligação entre as instituições democráticas e a ala moderada do Movimento das Forças Armadas (MFA) e um ativo apoiante das posições do Grupo dos Nove. A seguir ao 25 de novembro de 1975, é um dos fundadores da Intervenção Socialista, um grupo constituído por políticos e intelectuais que se dedica à reflexão política, defendendo uma terceira via de aliança entre o PS e o PCP.
À semelhança de outros antigos militantes do MES (casos de Eduardo Ferro Rodrigues e Augusto Mateus, por exemplo), viria a aderir ao Partido Socialista, em 1978, ano em que a Intervenção Socialista é absorvida pelo PS. Ainda em 1978, liderou a delegação portuguesa às conversações para a cooperação com Moçambique. Assim, é já na bancada socialista que se estreia como deputado à Assembleia da República, na sequência das eleições legislativas de 1979. Por designação da Assembleia, entre 1979 e 1984, foi membro da Comissão Europeia para os Direitos Humanos, onde desempenhou um papel ativo. Entre 1979 e 1980, foi membro do Secretariado Nacional do PS. Entre 1986 e 1987, foi responsável pelas Relações Internacionais do PS e, entre 1987 e 1988, foi presidente do Grupo Parlamentar do PS. Em março de 1988, foi eleito membro do Conselho de Estado, órgão consultivo do presidente Mário Soares, pela Assembleia da República, durante a legislatura 1987–1991.

### Secretário-geral do Partido Socialista e Presidente da Câmara Municipal de Lisboa
A 16 de janeiro de 1989, após derrotar Jaime Gama, sucedeu a Vítor Constâncio, que se tinha demitido, como secretário-geral do PS. Exerce também as funções de copresidente do Comité África da Internacional Socialista. Em 1989, depois de falhar em nomear um candidato à presidência da Câmara Municipal de Lisboa, assume ele próprio a posição de cabeça de lista à CML e obtém aquele que será, provavelmente, o feito político mais marcante na sua carreira, ao liderar uma histórica coligação entre o PS e o PCP, à Câmara Municipal de Lisboa, nas eleições autárquicas desse ano. Essa união faz com que consiga derrotar o candidato da coligação PSD/CDS-PP/PPM, Marcelo Rebelo de Sousa, com 49,1% dos votos e 9 vereadores (em 17), contra 42,1% do adversário. Toma posse a 22 de janeiro de 1990, mantendo o cargo de secretário-geral do PS, e opta por distribuir pelouros aos vereadores da coligação de centro-direita, embora apenas os vereadores do CDS e do PPM aceitem.
O sucesso da coligação ditaria que nas autárquicas seguintes, em 1993, continuasse o projeto de coligação, agora ampliado à União Democrática Popular (UDP) e ao Partido Socialista Revolucionário (PSR); o que veio a suceder, permitindo a reeleição de Sampaio, com 56,66% dos votos e 11 vereadores (em 17), contra os 26,4% do candidato do PSD, Macário Correia. Este foi o melhor resultado de sempre obtido por um candidato à Câmara lisboeta. Por inerência das funções de presidente da Câmara Municipal de Lisboa, é eleito presidente da Federação Mundial das Cidades Unidas, do Movimento Eurocidades e da União das Cidades Capitais de Língua Portuguesa; vice-presidente da União das Cidades Capitais Ibero-Americanas; dirigente do Comité das Regiões da União Europeia; e vice-presidente da Junta Metropolitana de Lisboa. Durante o seu mandato, Lisboa foi Capital Europeia da Cultura, em 1994, e deu-se início à reconversão urbanística da parte oriental da cidade, com vista à realização da Expo 98. Foi executado o Programa Especial de Realojamento, uma iniciativa do governo central, liderado por Aníbal Cavaco Silva, tendo em vista a eliminação das áreas urbanas de génese ilegal, e foi aprovado, em 1994, o primeiro Plano Diretor Municipal da cidade.
Entretanto, nas eleições legislativas de 1991, suspende o mandato na Câmara Municipal de Lisboa em agosto de 1991 e lidera a candidatura do PS, mas é derrotado, com 29,1% dos votos, pelo PSD, liderado por Aníbal Cavaco Silva, que obtém 50,6% dos votos. Nessa sequência, é também derrotado no X Congresso do PS, em fevereiro de 1992, por António Guterres, que se candidata a secretário-geral do PS e vence. Abandona assim as funções de secretário-geral do PS, mantendo a presidência da Câmara Municipal de Lisboa.

## Presidência da República

Retrato oficial do Presidente Jorge Sampaio (2005), por Paula Rego. Museu da Presidência da República.

### 1º Mandato, 1996-2001
Em julho de 1995, anunciou a sua candidatura à Presidência da República, à revelia do PS, que só o apoiaria posteriormente, e demite-se da presidência da Câmara Municipal de Lisboa em novembro de 1995. Ganhou a eleição de 14 de janeiro de 1996 logo na primeira volta, com 52,66% dos votos, após as desistências a seu favor de Jerónimo de Sousa (PCP) e Alberto Matos (UDP), contra Aníbal Cavaco Silva, o anterior primeiro-ministro, que obteve 45,03% dos votos.
Tomou posse deste cargo a 9 de março de 1996, para um mandato de cinco anos (1996–2001). Com a eleição de Jorge Sampaio concretiza-se, pela primeira vez desde o 25 de Abril de 1974, um cenário político marcado por um governo e um Presidente da República da mesma família política, o que se manteve entre 1996 e 1999, com o XIII Governo Constitucional, e de 1999 a 2002, com o XIV Governo Constitucional, ambos minoritários e liderados por António Guterres.
No primeiro mandato teve vários problemas de saúde. Em 1996, sofreu duas intervenções cirúrgicas ao coração, no Hospital de Santa Cruz — uma em abril, em que foi detetada uma malformação cardíaca, e outra em julho, em que foi declarado o seu impedimento temporário pelo Tribunal Constitucional, sendo as suas funções asseguradas pelo então presidente da Assembleia da República, António de Almeida Santos. Em 2000, é submetido a nova intervenção cirúrgica para retirar uma hérnia inguinal e para corrigir uma fibrilhação auricular. No mesmo ano, chega a cancelar uma deslocação a Timor-Leste, a primeira após o referendo à independência, devido a uma pneumonia contraída durante uma partida de golfe, na ilha de Coloane, em Macau.
A sua ação privilegiou os aspetos sociais e culturais. Em 1998, no contexto de uma semana presidencial dedicada ao tema da educação, ficou conhecido por ter ajudado duas alunas gémeas de Mafómedes, uma aldeia remota do município de Baião, a conseguir terminar a escolaridade obrigatória, tendo intercedido junto da Câmara Municipal de Baião para que comparticipasse em 50% as despesas com o transporte das duas alunas, além de ter continuado a acompanhar o percurso das alunas, tendo mesmo convidado ambas para visitar Lisboa entre casa e a escola. No domínio económico, impulsionou a criação da COTEC Portugal e criou, ainda em 1996, um Conselho Económico com vista a condicionar a política económica e orçamental do governo de António Guterres, sendo o órgão constituído por José da Silva Lopes, Miguel Beleza, Teodora Cardoso, Fernando Teixeira dos Santos, Vítor Bento, António Nogueira Leite e Augusto Mateus.

### 2º Mandato, 2001-2006

#### Política interna
Foi reeleito presidente da República em 14 de janeiro de 2001, com 55,55% dos votos, contra os 34,68% do candidato apoiado pelo PSD, Joaquim Ferreira do Amaral, para um mandato de cinco anos (2001–2006). Pouco antes da sua tomada de posse para o segundo mandato, a 4 de março de 2001, ocorreu a Tragédia de Entre-os-Rios, o que determinou que as cerimónias de tomada de posse se cingissem à Assembleia da República, em respeito pelo luto nacional. Até ao ano de 2001, o país viveu em relativa tranquilidade política, apesar da convocação, pela primeira vez desde 1974, de dois referendos em 1998 — um à regionalização e outro à despenalização da interrupção voluntária da gravidez, tendo vencido o 'não' em ambos. Nesse ano, a crise financeira em que Portugal mergulhou passou a dominar as atenções de boa parte dos esforços das autoridades nacionais, incluindo a Presidência da República. Ainda no seu primeiro mandato, em campanha para eleições presidenciais de 2001, forçou o primeiro-ministro, António Guterres, a promover a demissão do ministro da Juventude e do Desporto, Armando Vara, na sequência de irregularidades na gestão da Fundação para a Prevenção Rodoviária, criada por Armando Vara enquanto secretário de Estado da Administração Interna. Esta situação fez reacender o debate em torno dos poderes constitucionalmente atribuídos ao Presidente da República.
A sua presidência viria a conhecer momentos conturbados no segundo mandato, que o levaram a tomar decisões polémicas. Exemplo disso foi a sua tomada de posição polémica e contrária à do seu próprio partido, pronunciando-se favoravelmente, enquanto reconhecido aficionado, à criação de um regime legal excecional para os espetáculos com touros de morte, em Barrancos, com base na defesa do pluralismo cultural e da compatibilização da lei com a tradição cultural da região. A legislação foi aprovada a 11 de julho de 2002, com os votos a favor do PCP e da quase totalidade das bancadas do PSD e do CDS-PP e com os votos contra do seu próprio partido, o PS, bem como do BE, do PEV e de alguns deputados do PSD e do CDS-PP.
Ainda em 2001, no seguimento da derrota do PS nas eleições autárquicas, quando António Guterres apresenta a sua demissão do cargo de primeiro-ministro, Sampaio decide-se, contra a vontade do então secretário-geral do PS, Eduardo Ferro Rodrigues, pela convocação de eleições legislativas antecipadas para 17 de março de 2002, das quais sai vencedor o Partido Social Democrata, chefiado por Durão Barroso, que forma o XV Governo Constitucional.
Em 29 de junho de 2004, na sequência do convite que lhe foi dirigido, Durão Barroso abandona o cargo para presidir à Comissão Europeia. Podendo optar entre a dissolução da Assembleia da República, a convocação de eleições ou permitir à mesma maioria parlamentar formar novo Governo, Jorge Sampaio decide pela terceira opção, novamente contra a vontade do secretário-geral do PS, Eduardo Ferro Rodrigues, e indigita Pedro Santana Lopes como primeiro-ministro do XVI Governo Constitucional, que toma posse a 17 de julho de 2004. A sua decisão foi contestada pelos partidos de esquerda e acabou por influenciar a decisão de demissão do então secretário-geral do Partido Socialista, Eduardo Ferro Rodrigues.
A 10 de dezembro de 2004 — contrariando aquilo que fora a sua decisão anunciada e o compromisso com o novo primeiro-ministro, Pedro Santana Lopes — resolve dissolver a Assembleia da República e, bem assim, tirar o poder à maioria formada pelo PSD de Santana e o seu parceiro de coligação, o CDS-PP de Paulo Portas (também membro desse governo). Para o efeito, invocou a demissão do ministro da Juventude e do Desporto, Henrique Chaves, que acusou o primeiro-ministro, Pedro Santana Lopes, de falta de lealdade e de verdade, como sinal de instabilidade política da maioria governativa. Foram convocadas eleições legislativas antecipadas para 20 de fevereiro de 2005.
Abriram-se assim as portas para a chegada ao poder de José Sócrates, que entretanto (em eleições internas subsequentes à demissão de Ferro Rodrigues) conquistara, em 2004, a liderança do PS contra João Soares e Manuel Alegre. Sócrates tornar-se-ia assim o primeiro primeiro-ministro socialista a governar com maioria absoluta, após derrotar, nessas legislativas de 2005, o PSD de Pedro Santana Lopes.

#### Política externa
Na cena política internacional, foi um importante contribuidor para a tomada de consciência da causa pela independência de Timor-Leste, que é aprovada em referendo, presidindo à sua independência em 2002 e visitando o país em 2006. Em 1999, presidiu à transferência de soberania de Macau para a República Popular da China. Em 2002, presidiu à entrada de circulação do Euro em Portugal, em substituição do escudo. Em 2003, criou os encontros do Grupo de Arraiolos, que reúnem chefes de Estado de países da União Europeia sem poderes executivos. Em 2004, presidiu à realização do Campeonato Europeu de Futebol em Portugal.
Nova discussão sobre os poderes presidenciais surgiu quando, em 2003, aquando da realização da Cimeira das Lajes. O encontro juntou EUA (George W. Bush), Reino Unido (Tony Blair), Espanha (Jose Maria Aznar) e Portugal (Durão Barroso) para discutir a necessidade da destruição de alegadas armas de destruição maciça pelo Iraque ou as eventuais consequências. A intervenção da coligação possível no Iraque começaria quatro dias depois da cimeira, mas com oposição de vários países, como por exemplo a Rússia, a Alemanha e a França impossibilitando o apoio do Conselho de Segurança da ONU ou da NATO.
Jorge Sampaio invocou a sua qualidade de Comandante Supremo das Forças Armadas para impedir a participação de militares portugueses na intervenção. O Governo liderado por José Manuel Durão Barroso envia militares da GNR para o efeito, não deixando de reivindicar para o governo a condução da política externa do país. O primeiro-ministro Durão Barroso diz que Sampaio concordou com o evento decisivo na decisão da intervenção da coligação, mas o presidente Sampaio discorda, insistindo que só concordou com “uma derradeira e essencial tentativa para a paz”. As armas de destruição maciça não seriam encontradas, tendo sido apenas um pretexto baseado em inteligência duvidosa.

### Legado presidencial
Ao longo dos seus dois mandatos, utilizou o veto político num total de 75 vezes, em domínios de natureza diversificada, da lei das vagas adicionais, em dezembro de 1996, passando pelas portagens do Oeste, em 1998, ou o casino do Parque Mayer, em 2002. Alguns dos diplomas vetados por Sampaio revestiram-se de polémica, como foi o caso da lei do ato médico, em setembro de 1999, da lei-quadro dos novos municípios, em 2003, ou da lei de descriminalização do consumo de droga, em 2000, que, antes de ser promulgada com vista à redução de danos e reinserção social dos toxicodependentes, foi primeiro vetada por não terem sido auscultadas as assembleias legislativas regionais, levando o PSD a exigir um referendo sobre a matéria. A promulgação da Lei de Programação Militar, em 2001, apesar das suspeitas de inconstitucionalidade por alegada falta de quórum da Assembleia da República no momento da sua aprovação, revestiu-se também de polémica, tendo recebido fortes críticas.
Durante os seus mandatos presidenciais, atribuiu 2374 condecorações das ordens honoríficas portuguesas, sendo o 2.º presidente da República, atrás de Mário Soares, a ter atribuído mais condecorações, entre as quais algumas que viriam a ser retiradas aos titulares na sequência de processos judiciais. Foram os casos de Carlos Cruz — condecorado em 2000 e irradiado da Ordem do Infante D. Henrique na sequência da sua condenação no Processo Casa Pia — e de Armando Vara — condecorado em 2005 pela sua participação na organização do Campeonato Europeu de Futebol em Portugal e irradiado da Ordem do Infante D. Henrique na sequência da sua condenação no Processo Face Oculta. Num ato inédito, condecorou os membros da banda U2, aquando da sua atuação em Portugal, em agosto de 2005, com a Ordem da Liberdade, pela sua dedicação às causas humanitárias, nomeadamente à defesa do povo de Timor-Leste contra a ocupação da Indonésia, matéria que lhe mereceu atenção enquanto presidente da República.
Cessou o seu mandato presidencial a 9 de março de 2006. As suas intervenções presidenciais foram reunidas em seis volumes, sob o título Portugueses (I, II, III, IV, V e VI), estando o seu pensamento também publicado nos livros A Festa de Um Sonho (1991), Um Olhar sobre Portugal (1995) e Quero Dizer-vos (2000).
Conviveu com quatro primeiros-ministros diferentes: António Guterres, José Manuel Durão Barroso, Pedro Santana Lopes e José Sócrates.

## Pós-Presidência da República

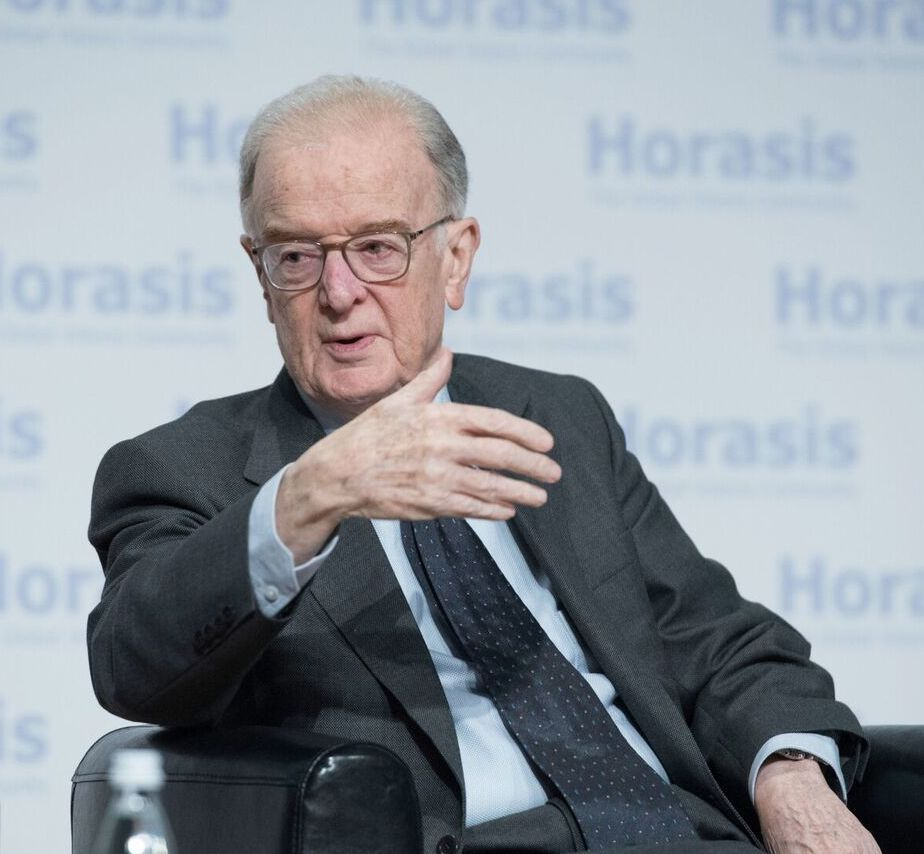
Jorge Sampaio no Horasis Global Meeting 2018 em Cascais.

Em abril de 2006, tomou posse como membro do Conselho de Estado, na qualidade de antigo Presidente da República. Em maio de 2006, foi nomeado pelo Secretário-Geral da Organização das Nações Unidas Enviado Especial para a Luta contra a Tuberculose, exercendo funções até 2012. Em 26 de abril de 2007, foi nomeado Alto Representante da ONU para a Aliança das Civilizações pelo Secretário-Geral das Nações Unidas, Ban Ki-moon, exercendo funções até fevereiro de 2013. Ainda em 2007, foi nomeado presidente do Conselho Consultivo da Universidade de Lisboa.
Em novembro de 2013, fundou a Plataforma Global de Assistência Académica de Emergência a Estudantes Sírios, com vista a promover a atribuição de bolsas de estudo do ensino superior a estudantes sírios deslocados da guerra civil no país. Em 2016, sofreu duas hospitalizações devido a hipertensão arterial e, em 2017, sofreu uma intervenção cirúrgica por problemas de mobilidade. Em 2019, por ocasião do seu 80.º aniversário, foi homenageado na sede nacional do PS, em Lisboa.
No programa Os Grandes Portugueses, obteve o 80.º lugar.
Era membro da Clinton Global Initiative, do Club de Madrid e da Global Commission on Drugs Policy, bem como membro do Board of Trustees da Carnegie Corporation, de Nova Iorque, e membro do júri do Prémio Internacional Calouste Gulbenkian.

## Morte

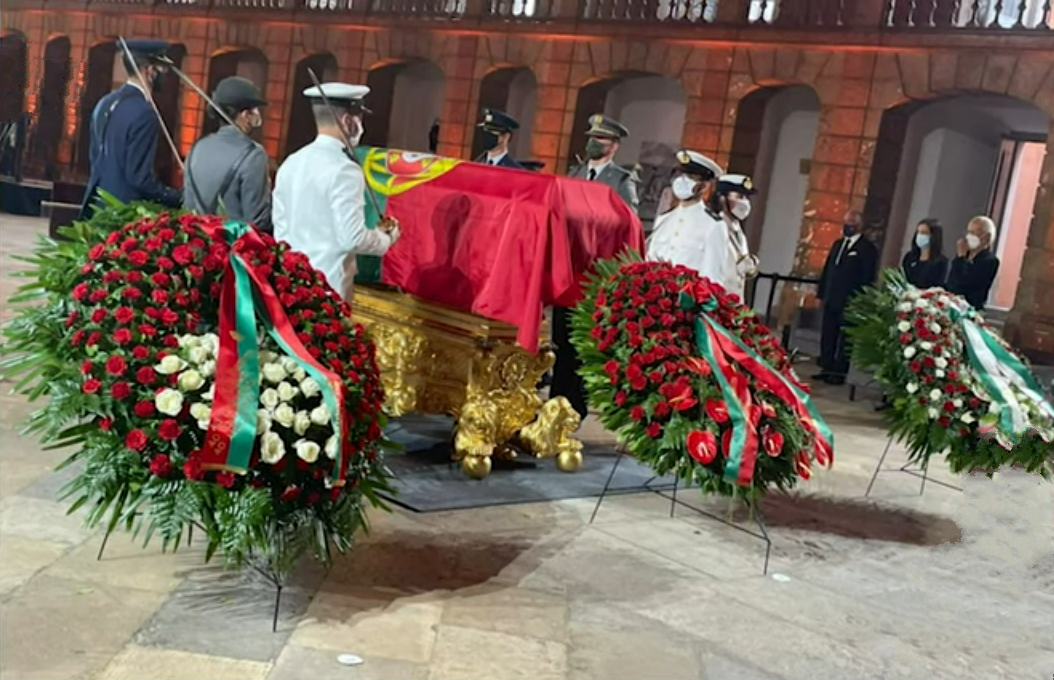
Velório de Jorge Sampaio no antigo Picadeiro Real do Palácio de Belém.

Faleceu às 8h35m do dia 10 de setembro de 2021, aos 81 anos de idade, no Hospital de Santa Cruz, em Carnaxide e Queijas, onde estava internado desde o dia 27 de agosto, vítima de problemas respiratórios agravados pelas suas condições de saúde preexistentes, tendo sido declarado luto nacional de três dias, com funeral de Estado. Foi sepultado no Cemitério do Alto de São João, em Lisboa, no jazigo particular n.° 3829, das famílias Branco Sampaio e Duarte Santos.

## Relacionamentos e descendência
- Relacionamento com Maria Emília Brederode Santos.[40]
- Primeiro casamento (1967–1971) com Karin Schmidt Dias, médica neuropediatra,[2] filha de António Jorge Dias e de sua esposa Margot Schmidt Dias, de quem se divorciou, sem geração.
- Relacionamento com Joana Lopes (1971–1972).[40]
- Segundo casamento (1974–2021) com Maria José Ritta, de quem teve dois filhos:
  - Vera Ritta Branco de Sampaio, nascida em 1975.[9]
  - André Ritta Branco de Sampaio, nascido em 1980.[3][9]

## Resultados eleitorais

### Eleições legislativas
| Data | Partido                                              | Partido | Círculo eleitoral | Posição     | Cl. | Votos   | %            | +/-  | Status     | Notas                                       |
| ---- | ---------------------------------------------------- | ------- | ----------------- | ----------- | --- | ------- | ------------ | ---- | ---------- | ------------------------------------------- |
| 1969 |                                                      | CDE     | Lisboa            |             | 2.º | 114 745 | 10,3 / 100,0 |      | Não eleito |                                             |
| 1979 |                                                      | PS      | Lisboa            | 4º (em 56)  | 3.º | 339 032 | 25,8 / 100,0 | 15,5 | Eleito     |                                             |
| 1980 |                                                      | FRS     | Lisboa            | 7º (em 56)  | 2.º | 370 412 | 28,1 / 100,0 | 2,3  | Eleito     |                                             |
| 1985 |                                                      | PS      | Lisboa            | 12º (em 56) | 4.º | 255 030 | 19,8 / 100,0 | 8,3  | Eleito     | Presidente do Grupo Parlamentar (1987–1988) |
| 1987 |                                                      | PS      | Santarém          | 1º (em 12)  | 2.º | 57 778  | 21,7 / 100,0 | 1,9  | Eleito     | Presidente do Grupo Parlamentar (1987–1988) |
| 1987 | Líder da Oposição (1988–1992) Secretário-Geral do PS | PS      | Santarém          | 1º (em 12)  | 2.º | 57 778  | 21,7 / 100,0 | 1,9  | Eleito     |                                             |
| 1991 |                                                      | PS      | Lisboa            | 1º (em 50)  | 2.º | 365 112 | 29,7 / 100,0 | 8    | Eleito     |                                             |

### Eleições autárquicas

#### Câmaras Municipais
| Data | Partido | Partido            | Concelho | Posição    | Cl. | Votos   | %              | +/-  | Status | Notas                                    |
| ---- | ------- | ------------------ | -------- | ---------- | --- | ------- | -------------- | ---- | ------ | ---------------------------------------- |
| 1989 |         | PS-PCP-PEV-MDP/CDE | Lisboa   | 1º (em 17) | 1.º | 180 635 | 49,1 / 100,00  |      | Eleito | Presidente da Câmara Municipal de Lisboa |
| 1993 |         | PS-PCP-PEV-PSR-UDP | Lisboa   | 1º (em 17) | 1.º | 200 822 | 56,66 / 100,00 | 7,56 | Eleito | Presidente da Câmara Municipal de Lisboa |

### Eleições Presidenciais
| Data | Partidos apoiantes | 1ª Volta | 1ª Volta  | 1ª Volta       | 1ª Volta | 2ª Volta | 2ª Volta | 2ª Volta | 2ª Volta | Status |
| Data | Partidos apoiantes | Cl.      | Votos     | %              | +/-      | Cl.      | Votos    | %        | +/-      | Status |
| ---- | ------------------ | -------- | --------- | -------------- | -------- | -------- | -------- | -------- | -------- | ------ |
| 1996 | PS PCP PEV UDP     | 1.º      | 3 035 056 | 52,66 / 100,00 |          |          |          |          |          | Eleito |
| 2001 | PS                 | 1.º      | 2 401 015 | 55,55 / 100,00 | 2,89     |          |          |          |          | Eleito |

## Homenagens
- Em 2004, recebeu o Prémio Carlos V pelo seu empenho no ideal europeu.[2]
- Em 2 de abril de 2008, recebeu um Doutoramento honoris causa pela Universidade de Aveiro.[41]
- Em 16 de março de 2010, recebeu o XIV Prémio Norte-Sul do Conselho da Europa.
- Em 24 de junho de 2010, recebeu um Doutoramento honoris causa pela Universidade de Coimbra.[42]
- Em 11 de outubro de 2010, recebeu um Doutoramento honoris causa pela Universidade de Lisboa, aquando das comemorações do centenário da mesma, coincidindo com as comemorações do centenário da República Portuguesa (5 de Outubro).
- Em março de 2015, recebeu o doutoramento honoris causa pela Universidade do Porto.
- Em 24 de julho de 2015, recebeu o Prémio Nelson Mandela.[43]
- Em 5 de maio de 2019, recebeu o prémio humanitário McCall-Pierpaoli pelo trabalho da Plataforma Global de Apoio aos Estudantes Sírios.[2]
- Existe uma biblioteca com o seu nome em Ourique.

### Condecorações

#### Ordens nacionais:[44]
- Grande-Oficial da Ordem do Infante D. Henrique de Portugal (3 de agosto de 1983)
- Banda das Três Ordens (9 de março de 1996 — 9 de março de 2006)
- Grande-Colar da Antiga e Muito Nobre Ordem Militar da Torre e Espada, do Valor, Lealdade e Mérito de Portugal (9 de março de 2006)
- Grande-Colar da Ordem da Liberdade de Portugal (9 de março de 2006)
- Grande-Colar da Ordem do Infante D. Henrique de Portugal (5 de abril de 2018)